# Dickens (Texas)
Dickens è un centro abitato degli Stati Uniti d'America, situato nella contea di Dickens (di cui è capoluogo) dello Stato del Texas.
La popolazione era di 332 persone al censimento del 2000.

## Geografia fisica
Dickens è situata a 33°37′17″N 100°50′06″W (33.621341, -100.834987).
Secondo lo United States Census Bureau, ha un'area totale di un miglio quadrato (2,6 km²).

## Società

### Evoluzione demografica
Secondo il censimento del 2000, c'erano 332 persone, 133 nuclei familiari e 88 famiglie residenti nella città. La densità di popolazione era di 340,1 persone per miglio quadrato (130,8/km²). C'erano 163 unità abitative a una densità media di 167,0 per miglio quadrato (64,2/km²). La composizione etnica della città era formata dal 94,58% di bianchi, il 4,52% di altre razze, e lo 0,90% di due o più etnie. Ispanici o latinos di qualunque razza erano il 9,04% della popolazione.
C'erano 133 nuclei familiari di cui il 27,8% aveva figli di età inferiore ai 18 anni, il 56,4% erano coppie sposate conviventi, il 6,0% aveva un capofamiglia femmina senza marito, e il 33,1% erano non-famiglie. Il 29,3% di tutti i nuclei familiari erano individuali e il 15,0% aveva componenti con un'età di 65 anni o più che vivevano da soli. Il numero di componenti medio di un nucleo familiare era di 2,47 e quello di una famiglia era di 3,08.
La popolazione era composta dal 25,9% di persone sotto i 18 anni, il 6,0% di persone dai 18 ai 24 anni, il 24,1% di persone dai 25 ai 44 anni, il 25,3% di persone dai 45 ai 64 anni, e il 18,7% di persone di 65 anni o più. L'età media era di 39 anni. Per ogni 100 femmine c'erano 100,0 maschi. Per ogni 100 femmine dai 18 anni in giù, c'erano 98,4 maschi.
Il reddito medio di un nucleo familiare era di 19.875 dollari, e quello di una famiglia era di 31.750 dollari. I maschi avevano un reddito medio di 22.361 dollari contro i 18.750 dollari delle femmine. Il reddito pro capite era di 13.024 dollari. Circa il 15,5% delle famiglie e il 20,6% della popolazione erano sotto la soglia di povertà, incluso il 16,3% di persone sotto i 18 anni e il 21,9% di persone di 65 anni o più.